# Tramway Bellavista
| Streckenlänge: | 0,4 km              |                                  |              |
| Spurweite: | 600 mm (Schmalspur) |                                  |              |
| Maximale Neigung: | 38 ‰                |                                  |              |
| Minimaler Radius: | 30 m                |                                  |              |
| |                     |                                  |              |
| \| \| \| Übergang zur Monte-Generoso-Bahn \| \| \| \| 0,0 \| Bellavista \| 1221 m ü. M. \| \| \| 0,4 \| Hotel Bellavista \| 1207 m ü. M. \| |                     |                                  |              |
| |                     | Übergang zur Monte-Generoso-Bahn |              |
| U-Bahn-Haltepunkt / Haltestelle Streckenanfang (Strecke außer Betrieb)                                                                      | 0,0                 | Bellavista                       | 1221 m ü. M. |
| U-Bahn-Haltepunkt / Haltestelle Streckenende (Strecke außer Betrieb)                                                                        | 0,4                 | Hotel Bellavista                 | 1207 m ü. M. |

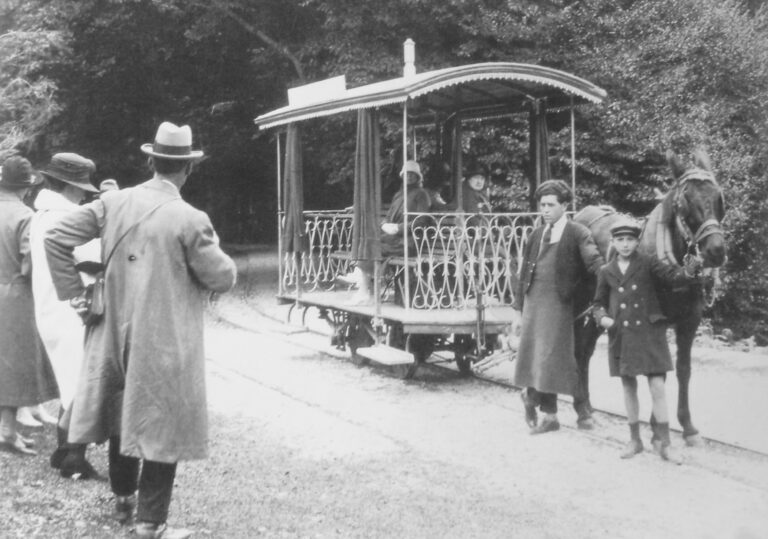

Die Tramway Bellavista war eine Pferdebahn im Kanton Tessin in der Schweiz. Sie war von 1891 bis 1938 in Betrieb und verband oberhalb von Mendrisio die Haltestelle Bellavista der Monte-Generoso-Bahn mit einem Hotel.

## Geschichte
1867 hatte der Arzt und Politiker Carlo Pasta das Hotel Bellavista eröffnet, um den Tourismus im Mendrisiotto zu fördern. Das vierstöckige Gebäude besass 60 Zimmer, einen grossen Speisesaal und Attraktionen wie Teleskop, Bibliothek und Billardraum. Die Gäste erreichten das Hotel auf Mauleseln oder per Sänfte. Am 4. Juni 1890 wurde die von Pasta initiierte Monte-Generoso-Bahn eröffnet, eine schmalspurige Zahnradbahn von Capolago auf den Monte Generoso. Die Zwischenstation Bellavista lag etwas oberhalb des Hotels. Pasta wollte seinen Gästen die An- und Abreise so angenehm wie möglich gestalten. Aus diesem Grund liess er die Tramway Bellavista errichten, die am 1. September 1891 ihren Betrieb aufnahm.
Die eingleisige Strecke von rund 400 m Länge besass eine Spurweite von 600 mm. Von der Remise neben der Station Bellavista führte sie in einem weiten Bogen durch den Wald zum Hotel und überwand dabei einen Höhenunterschied von 14 m. Das Gleis war einer Feldbahn ähnlich ohne Schotterbett auf einem breiten Unterbau verlegt, der auch von Fussgängern benutzt werden konnte. Es gab keine Weichen und keinen Gleisanschluss an die Monte-Generoso-Bahn. Ein Pferd zog den einzigen Wagen (mit zwölf Sitzplätzen) auf der Bergfahrt zur Station hinauf. Für die Talfahrt nutzte man das leichte Gefälle, wobei ein Hotelangestellter die Geschwindigkeit mit der Handbremse regulierte. Das Pferd wurde entweder hinten am Wagen angebunden oder ging alleine zum Stall neben dem Hotel zurück.
Nachdem Bellavista 1938 durch eine Autostrasse erschlossen worden war, stellte die Pferdebahn ihren Betrieb ein. Das Hotel schloss 1974 und verfiel danach zu einer Ruine. Das ehemalige Trassee ist auf ihrer gesamten Länge als Fussweg begehbar. Die Remise dient als Stationsrestaurant.